# Jan Fransen
Jan Fransen (Bovenkarspel, 25 luglio 1877 – Amsterdam, 18 gennaio 1948) è stato un filologo olandese, esperto nella filologia romanza.
Nel 1926 Fransen conseguì il dottorato alla Sorbona con la dissertazione intitolata Les comédiens français en Hollande au XVIIe et au XVIIIe siècles (pubblicata a Parigi nel 1925 e poi a Ginevra nel 1978). Dal 1936 fu docente all'Università di Amsterdam presso la quale dal 1943 al 1945 fu professore associato di lingua e letteratura francese medievale. Dal 1945 fino alla sua morte fu professore all'Università di Utrecht.
Nei suoi scritti si occupò della società letteraria Nil volentibus arduum.